# Rockefeller Alapítvány
A Rockefeller Alapítvány (Rockefeller Foundation: alapítva: 1913 (Egyesült Államok).
Világszerte szponzorálja a túlnépesedés okozta problémákkal foglalkozó programokat, a nemzeti kisebbségek egyenlőségi mozgalmát. Ösztöndíjjal támogat kreatív kísérleteket, pénzügyi támogatást ad a felsőoktatás fejlesztésére, kutatására. Anyagilag támogat szakembereket, tudományos konferenciákat. Részt vesz nemzetközi programokban, kiadványcserét folytat az egész világ tudományos intézményeivel. Vagyona 183 millió dollár. Kuratórium ellenőrzi a működést.